# Heymann Arnheim
Heymann Arnheim, auch Chaim haLevi Arnheim (geboren am 15. Januar 1796 in Wągrowiec; gestorben am 22. September 1869 in Glogau), war ein preußischer Rabbiner, Pädagoge und Hebraist.

## Jugend und Ausbildung
Arnheim wuchs in sehr armen Verhältnissen auf. Da er schon früh den Vater verloren hatte, verließ er mit elf Jahren sein Elternhaus und war von da an meist auf sich gestellt. Er hatte als Kind Talmudunterricht, dabei fiel sein gewandter hebräischer Stil auf. Doch die öffentlichen Schulen blieben ihm verschlossen, und er bildete sich als Autodidakt weiter. Im 18. Lebensjahr wurde er verheiratet, und gegen seine Interessen war er danach in den drei Jahren seiner Ehe Geschäftsmann. Nach dem Tode seiner Frau arbeitete er als Hauslehrer in Bojanowo, Fordon, Thorn, Berlin, Hamburg, Penzlin und Neustrelitz. Dabei erschloss er sich die griechische und lateinische Sprache sowie auch – jetzt erst – die deutsche Sprache und Literatur. Er fand 1824 seine erste feste Anstellung als Lehrer in Fraustadt, wo er heiratete. Er erhielt die preußische Staatsbürgerschaft. 1827 wurde er als Lehrer an die israelitische Elementar- und Religionsschule nach Glogau berufen. Zu diesem Zeitpunkt hatte er auch Französisch, Englisch und Arabisch erlernt.

## Veröffentlichungen
Mit eigenen Veröffentlichungen machte Arnheim bald danach auf sich aufmerksam. 1830 veröffentlichte er einen Leitfaden für den jüdischen Religionsunterricht und 1836 eine kommentierte Übersetzung des Buches Ijob. In der Vorrede bewunderte er die Übersetzungsweise von Friedrich Rückert und charakterisierte seine eigene Arbeit: „Wörtliche Treue, ohne den Zwang widerstrebender Formen und Wendungen, war meine Richtschnur, die ich auch dann festhielt, wenn ichs versuchte, die Wortspiele und Paronomasieen des Originals wiederzugeben.“ Dieser Bibelkommentar war der Grund, dass er 1836 eingeladen wurde, als einer der Hauptübersetzer an der Rabbinerbibel mitzuwirken, die von Leopold Zunz als Redaktor betreut wurde. 
Seit 1836 war er Mitglied in Abraham Geigers Verein jüdischer Gelehrter. 1840 war er Mitarbeiter der Hallischen Jahrbücher und des Magazins für die Literatur des Auslandes sowie an verschiedenen jüdischen Zeitschriften. Im gleichen Jahr hielt er in der Glogauer Synagoge die erste Predigt in deutscher Sprache. Seitdem war er Prediger an der großen Synagoge von Glogau und Religionslehrer am dortigen Gymnasium.
In einer Publikation von 1840 äußerte sich Heymann Arnheim kritisch zur traditionellen Unterrichtsmethode des Cheder: Hochbegabte Schüler „mögen jede Kost, in welchen Dosen, und wie auch zubereitet, sie ihnen gereicht wird“; aber im Blick auf den durchschnittlich begabten Schüler sei eine Methode verwerflich, bei der sich der Lehrer immer nur einem Schüler zuwendet „um diesem den zehnmal vorgesagten Vers zu eilften Mal vorzusagen und einzutrichtern [und dabei] die andern zu einem geisttödtenden, verdummenden Hinbrüten verurtheilt.“

## Letzte Lebensjahre
1849 wählte die Gemeinde Heymann Arnheim als Rabbiner der Zallerschen Stiftung (Stiftssynagoge des Isaac Zaller Cohn), worauf er bis 1860 als Gemeinderabbiner in Glogau wirkte und sich danach weiter seinen Studien widmete. Nachdem er am 15. September 1869 den Jom Kippur noch im Tempel verbrachte, verstarb er nach kurzem Krankenlager.
Er hinterließ die Witwe Sarah geb. Cohn, Tochter des Salomon Cohn. Sein ältester Sohn Josef Arnheim war Leiter der Jacobsonschule in Seesen.

## Werke
- Das Buch Job, übersetzt und vollständig commentirt. H. Prausnitz, Glogau 1836.